# Below the Belt
Below the Belt ist das Debütalbum von Boxer. Es erschien im Januar 1975 unter dem Label Virgin Records (heute: EMI).

## Titelliste
1. Shooting Star
2. All the Time in the World
3. California Calling
4. Hip Kiss
5. More Than Meets the Eye
6. Waiting for a Miracle
7. Loony Ali
8. Save Me
9. Gonna Work Out Fine
10. Town Drunk

## Kontroverse
Das Album erregte weniger aufgrund der Musik, als vielmehr wegen seines Covers Aufmerksamkeit. Das von Alex Henderson fotografierte und von Richard Evans gezeichnete Cover zeigt das Model Stephanie Marrian, die – bis auf rote High Heels – nackt ist und deren Schambereich von einem Männerarm verdeckt wird, der ihr zwischen die Beine greift und dessen Hand einen roten Boxhandschuh trägt. Auf der Rückseite des Covers ist Marrian vollkommen nackt zu sehen; bei späteren Auflagen wurde sie von dem Logo der Band in Form eines Gürtels bedeckt. Das Cover wurde für den US-Markt komplett neu gestaltet, wobei das Bandfoto von der Innenseite des britischen Klappcovers verwendet wurde.